# Francisco Gil-Ortega Rincón
Francisco Gil-Ortega Rincón (Arenas de San Juan, 25 d'abril de 1950) és un professor d'institut i polític i espanyol del Partit Popular (PP). Alcalde durant 12 anys de Ciudad Real, va ser president d'Enresa entre 2012 i 2015.

## Biografia
Nascut el 25 d'abril de 1950 a Arenas de San Juan (província de Ciudad Real), es va llicenciar en Ciències Químiques per la Universitat Complutense de Madrid (UCM). És professor de secundària de professió. Afiliat a Aliança Popular (AP) el 1982, es va convertir en vicepresident a la província de Ciutat Real de l'organització en 1988. Candidat a senador per Ciutat Real en les eleccions generals de 1989, va resultar electe de forma sorprenent a l'imposar-se a altres candidats del PP com Pilar Ayuso o Esteban López Vega, alcalde de Valdepeñas. Renovaria l'escó després de les generals de 1993, 1996 i 2000.
El 21 de novembre de 1993 va ser elegit president del Partit Popular (PP) a la província de Ciudad Real.
Després de la victòria en les eleccions municipals de maig de 1995 en Ciudad Real de la candidatura del PP, que va obtenir una majoria absoluta de 16 regidors, Gil-Ortega, cap de la llista, va ser investit alcalde del municipi el 17 de juny. Gobernó el municipio durante 12 años contando con tres mayorías absolutas en el pleno.
Va ser triat diputat per Ciudad Real en les Corts de Castella-la Manxa en les eleccions regionals de 2007 i 2011. Va renunciar al seu escó al 2012.
Persona de la màxima confiança de María Dolores de Cospedal, va ser nomenat el juny de 2012 com a president d'Enresa. Gil Ortega, que es va significar com a gran defensor del projecte de Magatzem Temporal Centralitzat (ATC) de residus nuclears de Villar de Cañas, va arribar a declarar que la inversió de la sitja faria de Conca «la província de les oportunitats». Al febrer de 2015 va presentar la seva dimissió com a president d'Enresa, oficialment per «raons personals», tres dies després de ser desautoritzat pel Ministeri d'Indústria per la gestió de l'adjudicació de l'obra principal de l'ATC.